# Robert McCall
Robert "Rob" McCall, CM (Halifax, Nova Escócia, 14 de setembro de 1958 – Ottawa, Ontário, 15 de novembro de 1991) foi um patinador artístico canadense, que competiu em provas na dança no gelo. Ele conquistou uma medalha de bronze olímpica em 1988 ao lado de Tracy Wilson, e três medalhas de bronze em campeonatos mundiais.

## Principais resultados

### Com Tracy Wilson
| Resultados                                            | Resultados      | Resultados       | Resultados      | Resultados      | Resultados        | Resultados        | Resultados        | Resultados    | Resultados    | Resultados    | Resultados    | Resultados    |
| Internacional                                         | Internacional   | Internacional    | Internacional   | Internacional   | Internacional     | Internacional     | Internacional     | Internacional | Internacional | Internacional | Internacional | Internacional |
| Evento/Temporada                                      | 1981– 1982      | 1982– 1983       | 1983– 1984      | 1984– 1985      | 1985– 1986        | 1986– 1987        | 1987– 1988        |               |               |               |               |               |
| ----------------------------------------------------- | --------------- | ---------------- | --------------- | --------------- | ----------------- | ----------------- | ----------------- | ------------- | ------------- | ------------- | ------------- | ------------- |
| Jogos Olímpicos                                       |                 |                  | 8.º             |                 |                   |                   | Medalha de bronze |               |               |               |               |               |
| Campeonato Mundial                                    | 10.º            | 6.º              | 6.º             | 4.º             | Medalha de bronze | Medalha de bronze | Medalha de bronze |               |               |               |               |               |
| Skate Canada International                            |                 | Medalha de prata | Medalha de ouro |                 |                   |                   | Medalha de ouro   |               |               |               |               |               |
| Nacional                                              |                 |                  |                 |                 |                   |                   |                   |               |               |               |               |               |
| Campeonato Canadense                                  | Medalha de ouro | Medalha de ouro  | Medalha de ouro | Medalha de ouro | Medalha de ouro   | Medalha de ouro   | Medalha de ouro   |               |               |               |               |               |
|                                                       |                 |                  |                 |                 |                   |                   |                   |               |               |               |               |               |
| Legenda: Competição não foi disputada nesta temporada |                 |                  |                 |                 |                   |                   |                   |               |               |               |               |               |

### Com Marie McNeil
| Resultados                                            | Resultados        | Resultados        | Resultados        | Resultados       | Resultados        | Resultados    | Resultados    | Resultados    | Resultados    | Resultados    | Resultados    | Resultados    |
| Internacional                                         | Internacional     | Internacional     | Internacional     | Internacional    | Internacional     | Internacional | Internacional | Internacional | Internacional | Internacional | Internacional | Internacional |
| Evento/Temporada                                      | 1976– 1977        | 1977– 1978        | 1978– 1979        | 1979– 1980       | 1980– 1981        |               |               |               |               |               |               |               |
| ----------------------------------------------------- | ----------------- | ----------------- | ----------------- | ---------------- | ----------------- | ------------- | ------------- | ------------- | ------------- | ------------- | ------------- | ------------- |
| Campeonato Mundial                                    |                   |                   |                   | 13.ª             | 13.ª              |               |               |               |               |               |               |               |
| Skate Canada International                            |                   | 8.ª               | 8.ª               |                  | Medalha de bronze |               |               |               |               |               |               |               |
| Internacional – Júnior                                |                   |                   |                   |                  |                   |               |               |               |               |               |               |               |
| Campeonato Mundial Júnior                             | Medalha de bronze |                   |                   |                  |                   |               |               |               |               |               |               |               |
| Nacional                                              |                   |                   |                   |                  |                   |               |               |               |               |               |               |               |
| Campeonato Canadense                                  |                   | Medalha de bronze | Medalha de bronze | Medalha de prata | Medalha de ouro   |               |               |               |               |               |               |               |
|                                                       |                   |                   |                   |                  |                   |               |               |               |               |               |               |               |
| Legenda: Competição não foi disputada nesta temporada |                   |                   |                   |                  |                   |               |               |               |               |               |               |               |